# 雷梅尼夫
49°57′13″N 24°12′25″E / 49.95361°N 24.20694°E
雷梅尼夫（烏克蘭語：Ременів），是烏克蘭西部利維夫州利維夫區若夫坦齊市鎮的村落，距離利維夫約20公里，始建於1399年，面積19.16平方公里，海拔高度243米，2025年人口2,800，人口密度每平方公里71.5人。